# Archanes
Archanes är en ort i Grekland.   Den ligger i prefekturen Nomós Irakleíou och regionen Kreta, i den sydöstra delen av landet, 300 km söder om huvudstaden Aten. Archanes ligger 409 meter över havet och antalet invånare är 4 500.
Terrängen runt Archanes är kuperad.Runt Archanes är det ganska glesbefolkat, med 39 invånare per kvadratkilometer. Närmaste större samhälle är Heraklion, 10,6 km norr om Archanes. Trakten runt Archanes består till största delen av jordbruksmark.